# Amomum echinatum
Amomum echinatum är en enhjärtbladig växtart som beskrevs av Carl Ludwig von Willdenow. Amomum echinatum ingår i släktet Amomum och familjen Zingiberaceae. Inga underarter finns listade i Catalogue of Life.